# 永和南清宮
永和南清宮，是位於臺灣新北市永和區頂溪里的廟宇，主祀田都元帥。

## 沿革
頂溪新廍地區居民早期多來自泉州府同安縣，此地舊時稱為龜崙蘭溪州。
永和南清宮於西元1965年在地方人士的捐款募資下建立，並供奉田都元帥、太陽星君、保儀大夫（尪公）等神祇。「南清宮」的命名，是由早期地方南管社團「南清社」沿用而來，至今宮內仍是社團集會與神將放置場所。西元1983年改建，從原先的兩層建築加蓋至三層，並增加供奉三寶佛祖。
南清宮內存放有南清社的謝范將軍神將，是日治時期南清社成立時保存至今，已有百年以上的歷史，極具歷史價值。宮內也存放田都元帥的神將，是十分稀有的神將樣式。

## 建築設計

### 外觀設計
永和南清宮一樓外觀牆飾是使用咕咾石製作，上方有著陶瓷雕刻，刻畫著神仙故事，上方也有西元1965年興建時所裝飾的花磚設計。一旁則設有金爐供信眾燃燒金紙。
二樓外觀為兩扇八角窗及兩扇四方窗做裝飾，牆上也刻有「南樂」「清音」二字。
三樓則為一個小平台，種有多株植物，可供信眾欣賞都市風光。

### 內部裝潢
永和南清宮一樓廟門左側為西元1983年整修廟宇時的捐款信眾感謝牆。正面有一屏風，上方掛有友宮及交陪境贈送之感謝狀及匾額。右側為服務台、旗幟儲藏室及水果沖洗台。
二樓為田都元帥、太陽星君、保儀大夫、太歲星君、天上聖母、虎爺公、謝范將軍神將及田都元帥神將等神尊的供奉地點。二樓上方樑柱為陶瓷磚漆色的裝飾，上方繪畫八仙過海的故事。
三樓為三寶佛祖的供奉地點。設有多個跪墊，供南清宮誦經團逢年過節誦經使用。

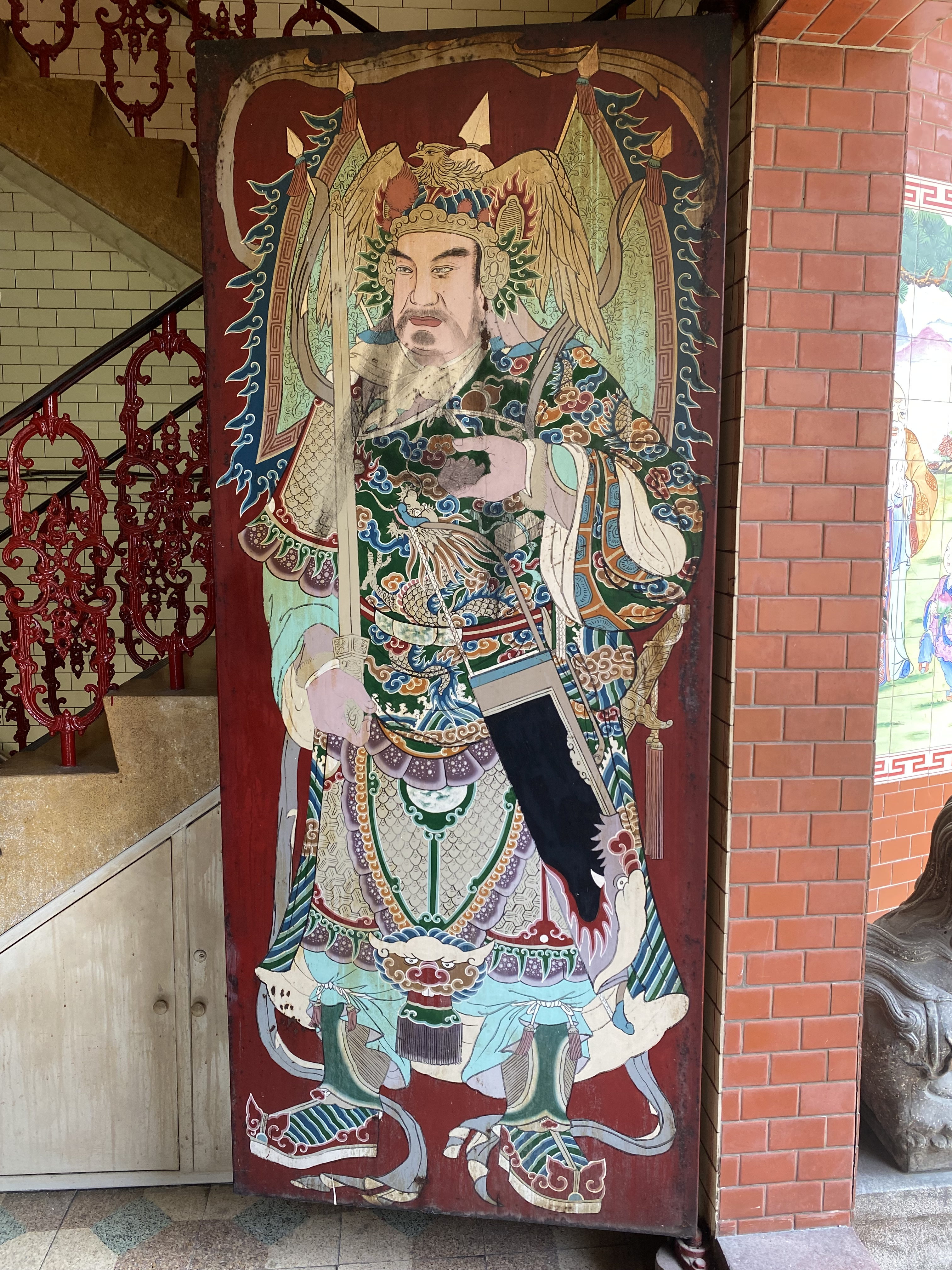
永和南清宮正殿門神

永和南清宮拜殿

## 歲時祭儀

### 田都元帥誕辰
於每年農曆六月十一日都會舉辦慶祝活動，會請當地居民自行籌組的南清宮誦經團誦經。當日也會擲筊選出一位田都元帥會成員為值年爐主，並請開基田都元帥神尊至家中祭拜。

### 太陽星君誕辰
於每年農曆三月十九日都會舉辦慶祝活動，會請當地居民自行籌組的南清宮誦經團誦經。當日也會擲筊選出一位太陽公會成員為值年爐主，並請開基太陽星君神尊至家中祭拜。

### 觀音佛祖誕辰
於每年農曆九月十九日都會舉辦慶祝活動，會請當地居民自行籌組的南清宮誦經團誦經。

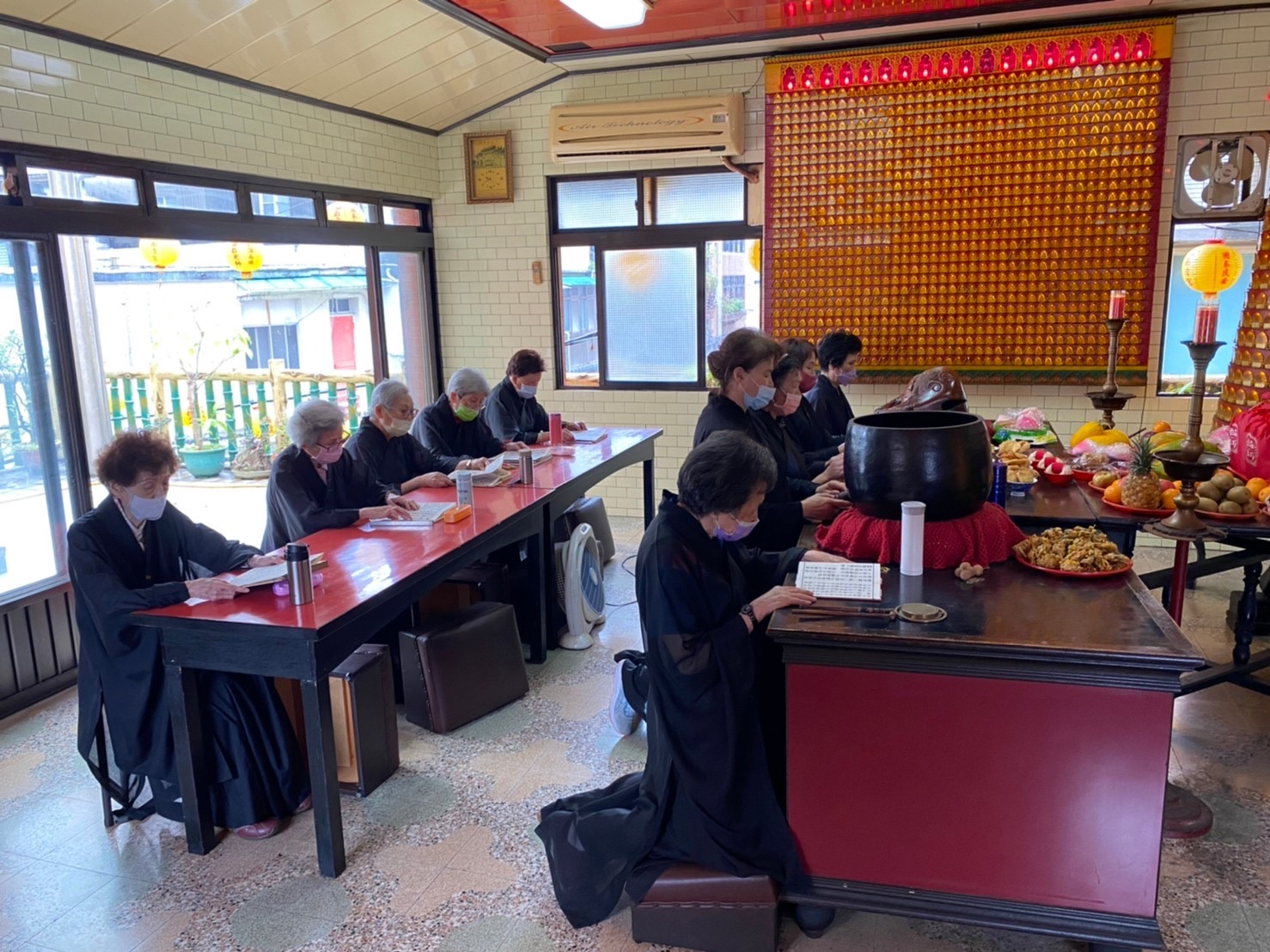
南清宮誦經團

### 初一、十五
每月農曆初一及十五都會舉辦犒軍、普施及祭祀等活動，會請當地居民自行籌組的南清宮誦經團誦經。

### 新年
每年農曆正月初一子時會開廟門拜天公，於子時過後會關閉。

### 中元
每年中元節時會舉辦普渡法會，會邀請釋教台北達瑞壇或其他道壇至廟前主持普渡活動。

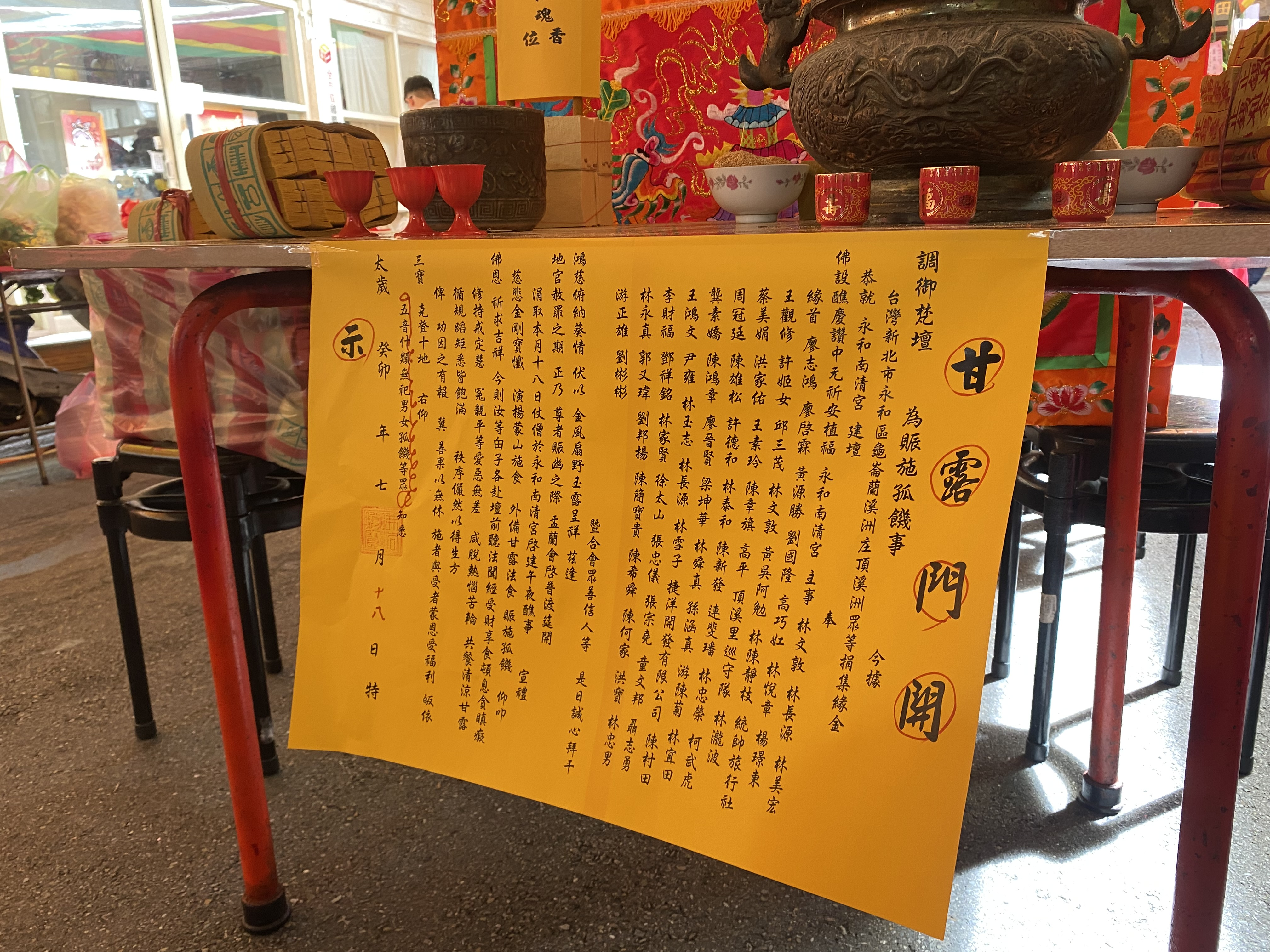

### 進香
每年南清宮會請廟中的天上聖母神尊及田都元帥神尊南下至各地媽祖廟祭拜與進香。

## 年例遶境
於每年農曆三月十五日保生大帝生日時與永和保福宮一同遶境，範圍整個溪洲、店仔街與中和瓦磘里一帶(秀朗地區自行獨立遶境)。南清宮為遶境隊伍的壓陣，並負責迎請客神木柵忠順廟保儀大夫。

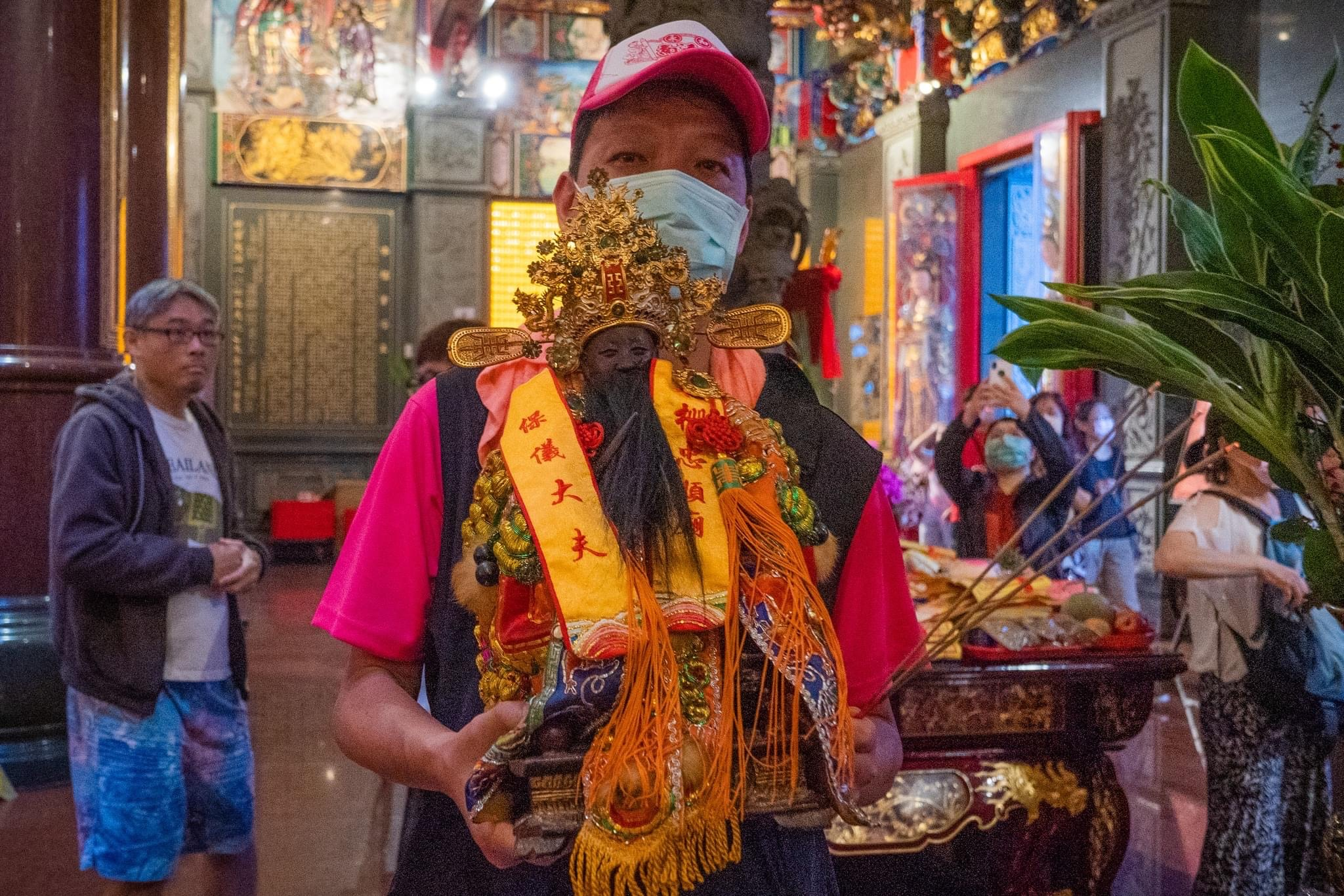
迎請木柵忠順廟保儀大夫

## 祀神

### 主祀神明

南清宮正殿

田都元帥

### 陪祀神明

#### 前座
三官大帝、中壇元帥

#### 龍方
太陽星君、純陽祖師、關聖帝君、保生大帝、玄天上帝、法主聖君、武大衆爺

#### 虎方
保儀大夫、鹿港新祖宮媽祖、新港奉天宮媽祖、北港朝天宮媽祖、神農大帝、福德正神

#### 三樓佛殿
阿彌陀佛、釋迦牟尼佛、藥師佛、觀世音菩薩、地藏王菩薩、韋馱將軍、伽藍將軍

#### 其他位置
虎爺公、太歲星君

## 南清社
原名為龜崙蘭溪洲南清社、頂溪洲南清社，成立於西元1920年（大正9年），是南清宮的附屬軒社，同時是永和五大軒社之一，也是永和地區最早成立的軒社（早於下溪洲聚賢堂）。宮內的旗幟即為南清社於民國72年一路沿用至今（原先成立時的旗幟僅剩兩面三角旗），宮內的謝范將軍神將及田都元帥神將也皆為南清宮建立時就存在，其中謝范將軍神將更是從日治時期保存至今。早期南清社是以南管表演為主，也有歌仔戲團，後來改為北管為主，近年因多數社員年紀大再加上少子化問題，導致北管已經無法出陣，遶境時的北管走路吹皆為外聘。民國112年成立永和南清社三通鼓。

西元1940年代永和南清社旗幟
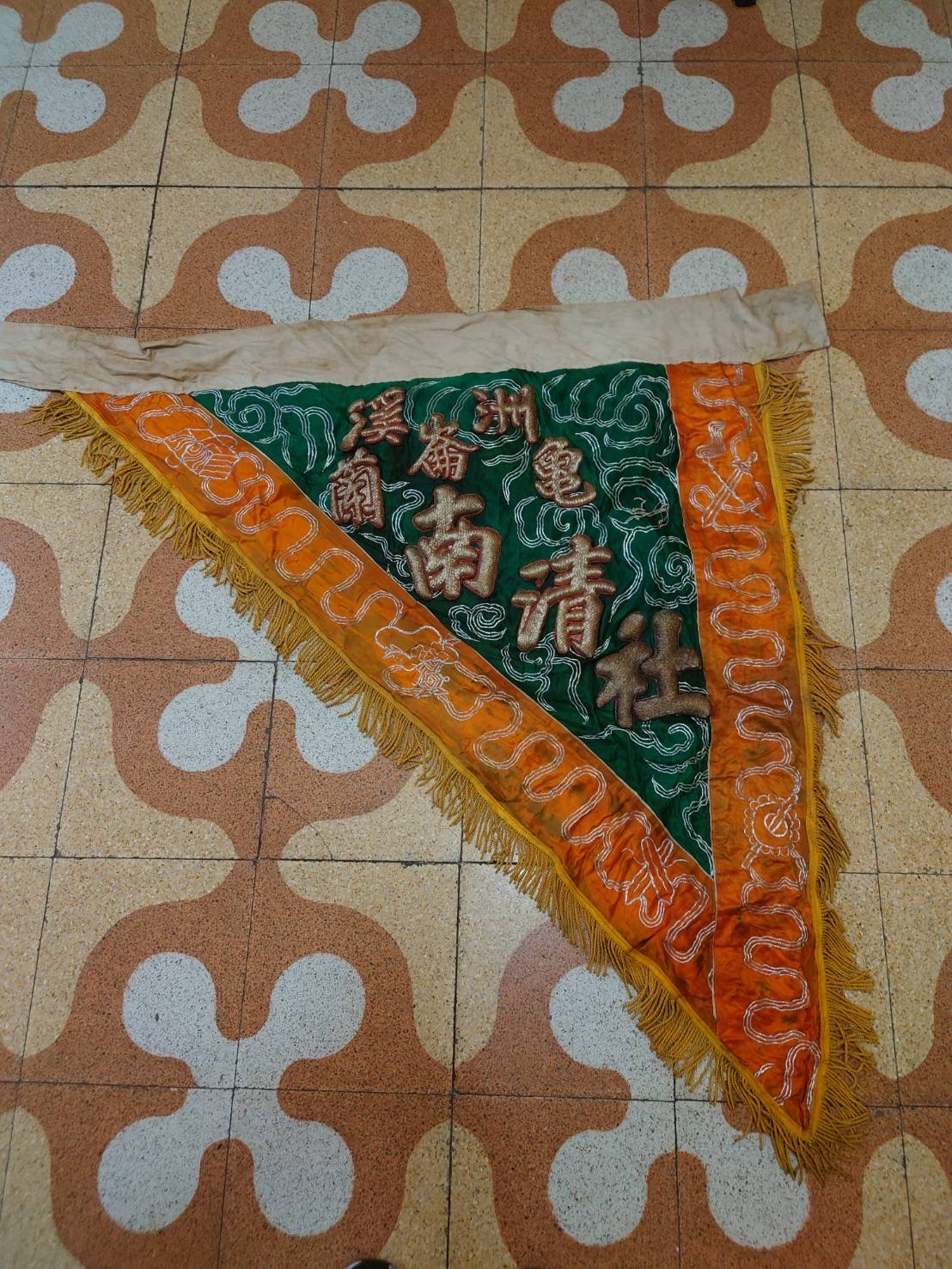
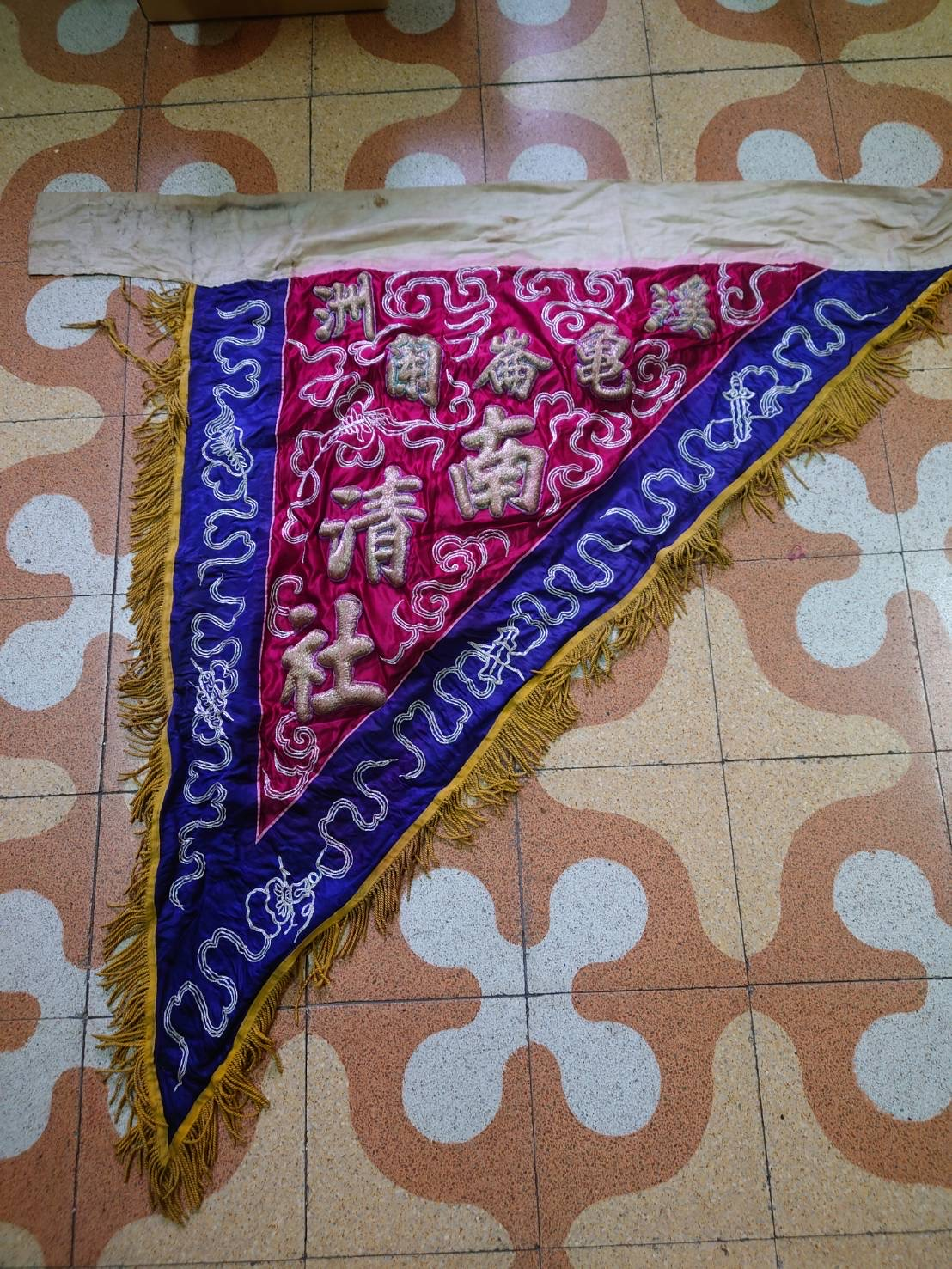

西元1980年代永和南清社旗幟
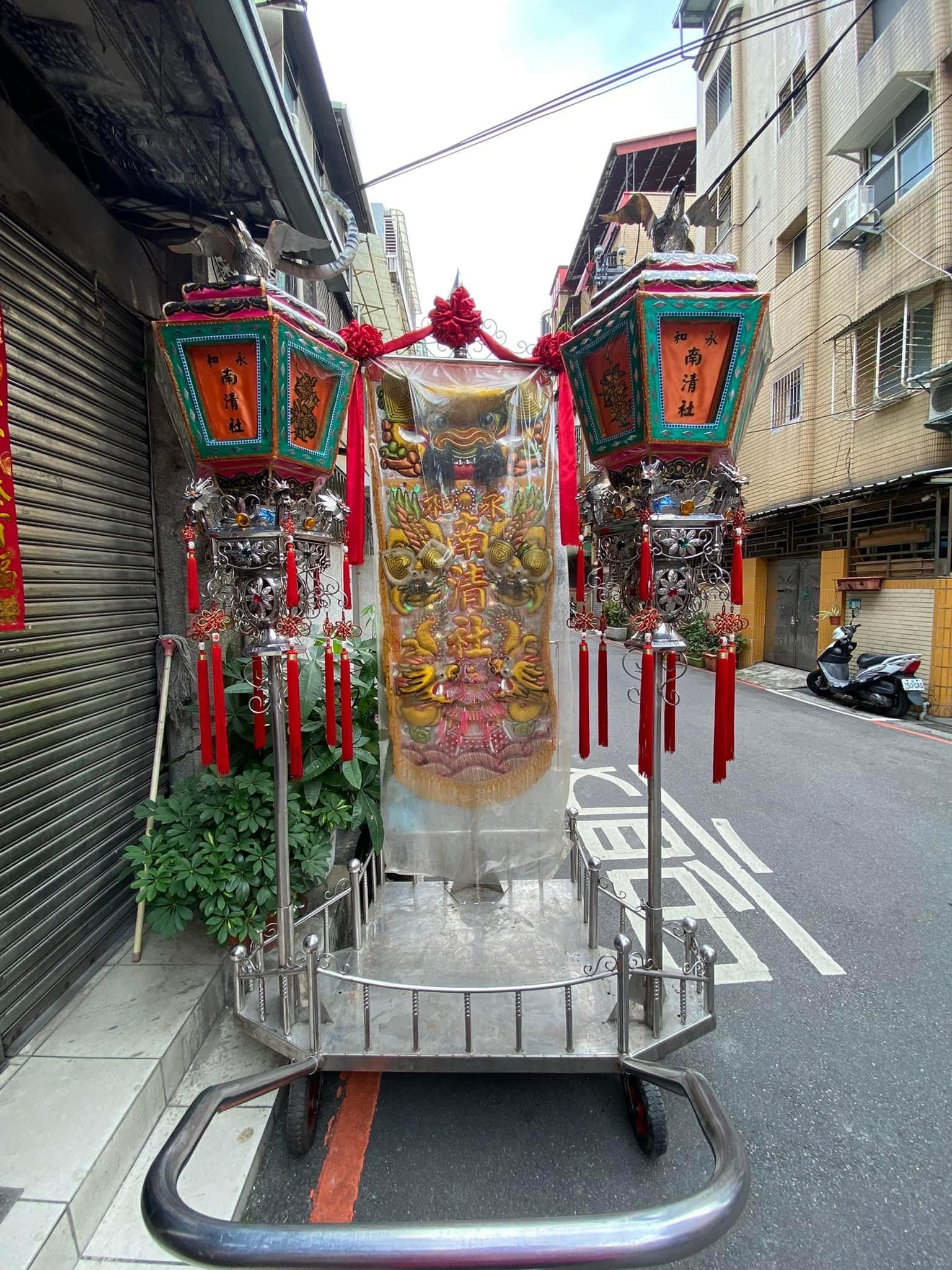

## 神明會
清領時期泉州移民移入龜崙蘭社開墾溪洲地區（現今永和區），常因新店溪水氾濫導致農作欠收。生活困苦對信仰的渴望越深，頂溪洲地區（現今永和區新廍里及頂溪里）先民因此成立神明會以求平安及作物豐收。

### 田都元帥會
成立於南清社成立之前，現今仍運作中，祭祀田都元帥。原先獨立運作，於民國四十年併入南清社管理。每年擲筊選出爐主，該神明會也一路傳承至今，其中田都元帥會的田都元帥神像供奉於值年爐主家中，於每年田都元帥聖誕時會請回南清宮中，並擲筊選出明年爐主。

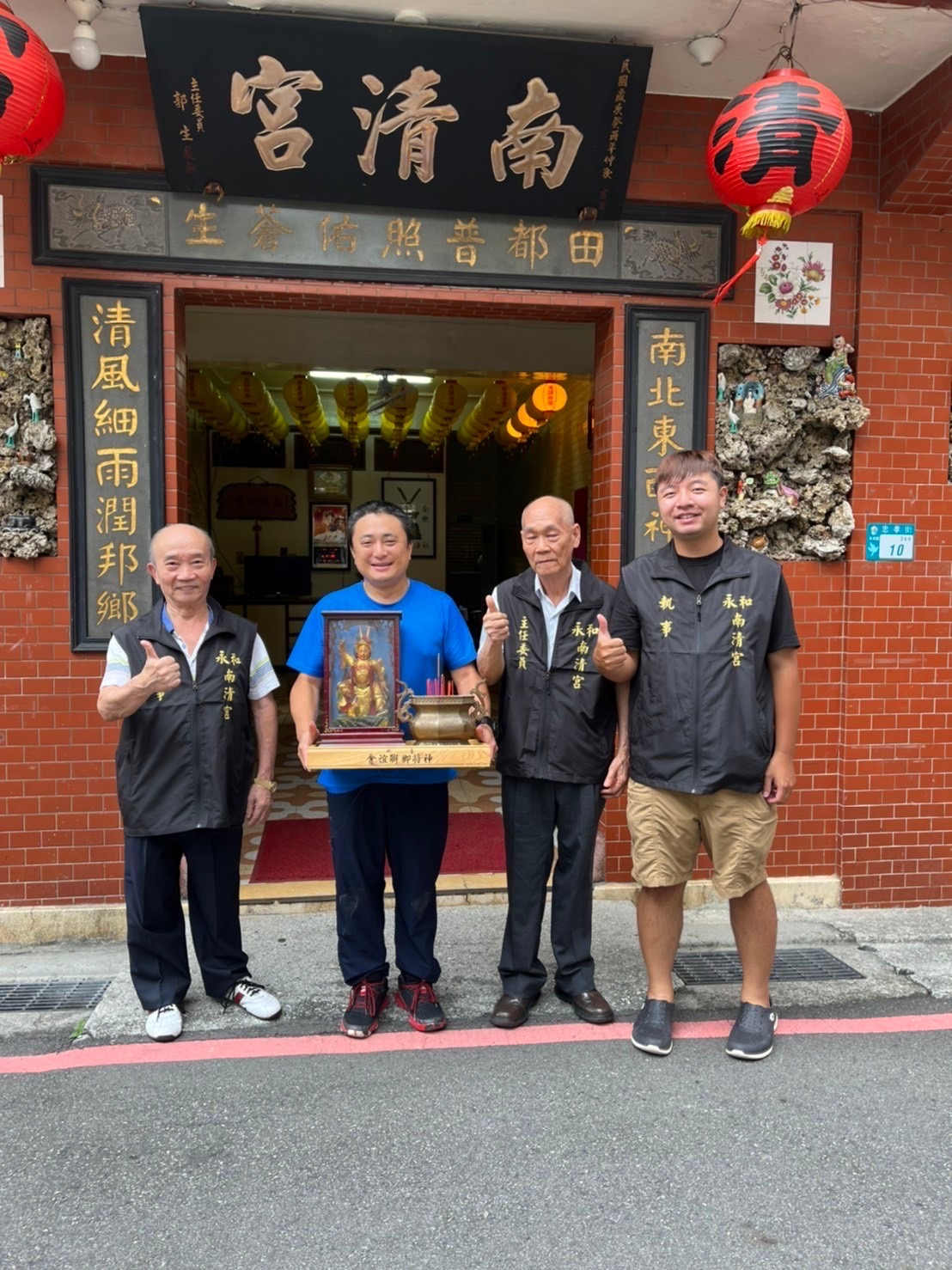
田都元帥會過頭

### 太陽公會
成立於南清社成立之前，現今仍運作中，祭祀太陽星君，為頂溪州地區最早成立的神明會。原先獨立運作，於民國五十四年併入南清宮管理。每年擲筊選出爐主，該神明會也一路傳承至今，其中太陽公會的太陽星君神像供奉於值年爐主家中，於每年太陽星君聖誕時會請回南清宮中，並擲筊選出明年爐主。 

### 媽祖會
成立於南清社成立之前，現今已停止運作，祭祀天上聖母，原先是至北港朝天宮、新港奉天宮、彰化南瑤宮迎請媽祖分靈至頂溪洲供奉，並各成立一個神明會每年擲筊爐主，每年固定於農曆春節後回祖廟進香。民國五十四年併入南清宮中，但由於當年彰化南瑤宮媽祖會值年爐主因搬遷無法聯絡，導致當時只有北港朝天宮媽祖會及新港奉天宮媽祖會併入，同年至鹿港新祖宮迎請媽祖分靈，並成立鹿港新祖宮媽祖會。後來都市發展快速且面臨少子化，導致媽祖會成員大幅減少，最終停止運作（詳細停止運作時間已不可考）南清宮中的三尊媽祖神像即為當初媽祖會迎請回來的分靈。

### 觀音媽會
成立於南清社成立之前，現今已停止運作，祭祀觀世音菩薩。於民國五十四年未併入南清宮管理，維持獨立運作，因此南清宮另外雕刻觀音媽進行供奉。後來都市發展快速且面臨少子化，導致成員大幅減少，最終停止運作（詳細停止運作時間已不可考）原先觀音媽會的神像也已無法尋回。

## 電視劇取景

### 拍攝《模仿犯》電視劇
2023年3月31日於Netflix上映，由張榮吉、張亨如擔任導演，陳博正、吳慷仁、柯佳嬿、姚淳耀、江宜蓉、林心如、庹宗華、黃河、范少勳、夏騰宏主演的電視劇《模仿犯》即在此處取景拍攝。

## 外部連結
永和南清宮粉絲專頁
永和南清宮Instagram